# Microrregión de Francisco Beltrão
La microrregião de Francisco Beltrão es una de las microrregiones del estado brasileño de Paraná perteneciente a la mesorregión Sudoeste Paranaense. Su población fue estimada en 2006 por el IBGE en 223.883 habitantes y está dividida en diecinueve municipios. Posee un área total de 5.451,417 km².

## Municipios
- Barracão
- Boa Esperança do Iguaçu
- Bom Jesus do Sul
- Cruzeiro do Iguaçu
- Dois Vizinhos
- Enéas Marques
- Flor da Serra do Sul
- Francisco Beltrão
- Manfrinópolis
- Marmeleiro
- Nova Esperança do Sudoeste
- Nova Prata do Iguaçu
- Pinhal de São Bento
- Renascença
- Salgado Filho
- Salto do Lontra
- Santo Antônio do Sudoeste
- São Jorge d'Oeste
- Verê

- Datos: Q2667105